# Hexplore
《Hexplore》是由英寶格（雅達利）和Doki Denki Studio于1998年开发及发行的动作角色扮演游戏。

## 背景
故事发生在公元1000年, 游戏开始玩家将操纵探险家MacBride探索游戏世界。不久后即会遇到3位不同职业的伙伴：弓箭手，战士和魔法师，与他们一起去解救被暗黑魔法师Garkham囚禁的其他同伴。
随着剧情的发展，玩家操纵的角色会在特定的任务离队或重新加入队伍。多数角色并不是必须跟在队伍里，玩家可以选择是否带上他们。
游戏的单人模式有超过200个关卡场景，每个关卡都有待解的机关和需要消灭的敌人。多人模式则最多可以让4名玩家联机协作战斗。

## 技术细节
游戏引擎使用了体素来构建3D模型和场景，这在当时和同类游戏相比性能相当优秀。游戏的视角则是自上至下的等角投影（上帝视角），并且允许自由旋转视角。